# Orgnac-sur-Vézère
Orgnac-sur-Vézère este o comună în departamentul Corrèze din centrul Franței. În 2009 avea o populație de 303 de locuitori.

## Evoluția populației
| An        | 1975 | 1982 | 1990 | 1999 | 2006 | 2009 |
| --------- | ---- | ---- | ---- | ---- | ---- | ---- |
| Populație | 379  | 338  | 323  | 304  | 298  | 303  |